# Дросис, Леонидас
Леонидас Дросис (греч. Λεωνίδας Δρόσης, 1836—1882) — известный греческий скульптор XIX века.

## Биография

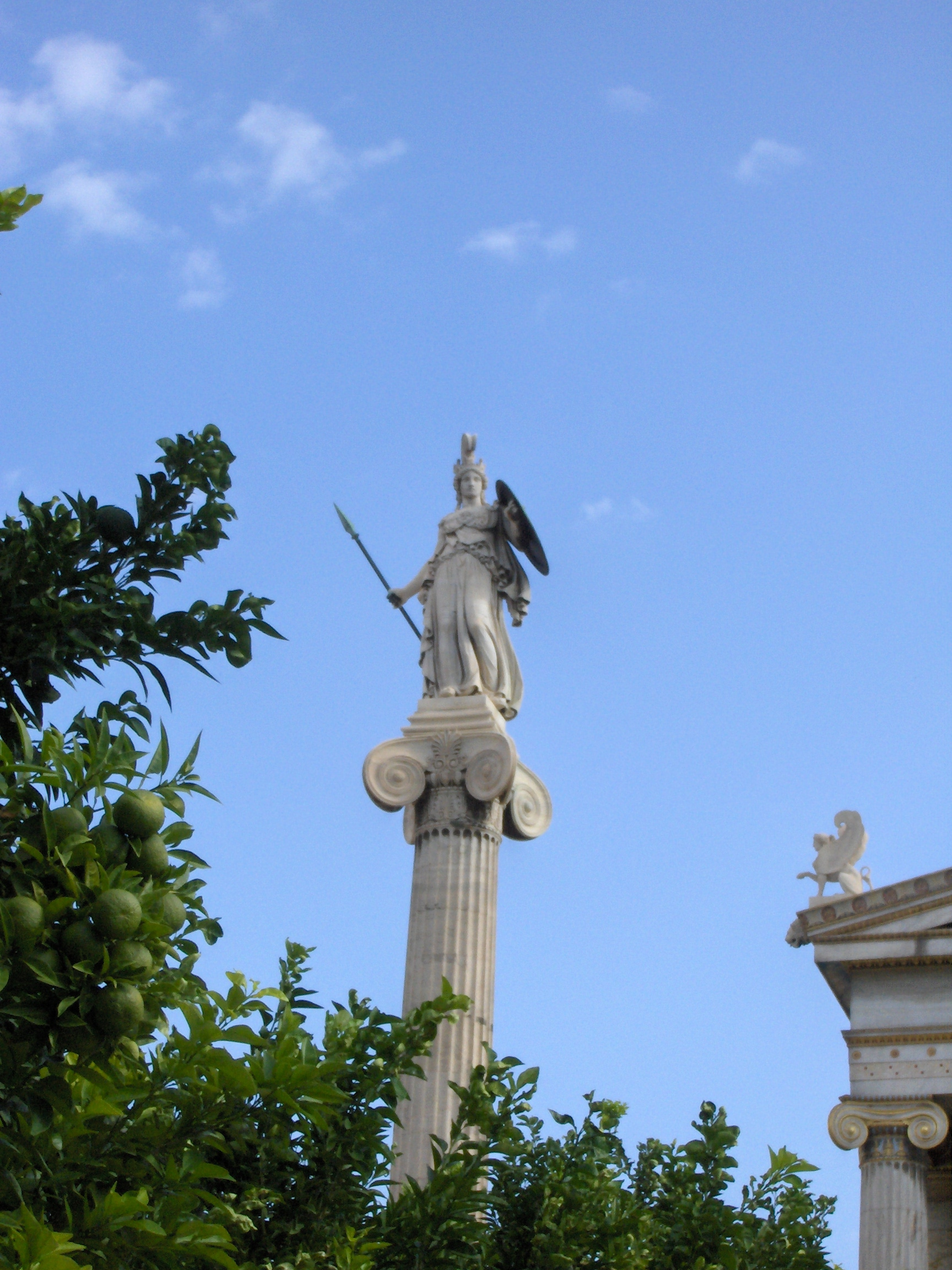
Статуя Афины у Афинской академии

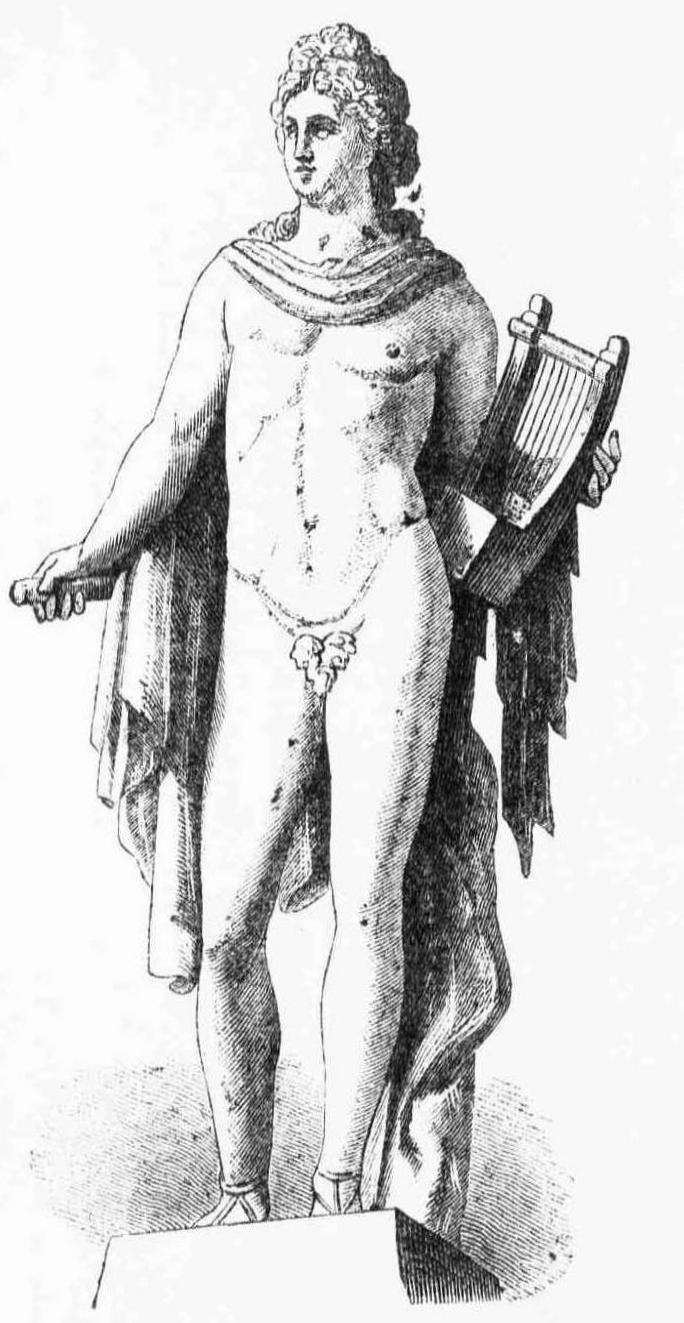
Аполлон работы Дросиса

Дросис родился в городе Нафплион, окончил школу в городе Афины и поступил на (существующий в те годы) факультет ваяния при Афинском политехническом институте. Будучи ещё студентом, изваял бюст адмирала Миаулис Андреас-Вокос и статую короля Оттона. 
В другом источнике указывается обучение с 1847 по 1855 год в Школе искусств у Кристиана Зигеля.
После 7 лет учёбы в политехническом институте получил государственную стипендию, продолжив учёбу в Мюнхене. Здесь, участвуя в конкурсе, получил первую премию и медаль за своего «Давида», который был затем перенесен на гравюру и размножен большими тиражами по всей Европе. В Мюнхене Дросис прожил 4 года, находясь под покровительством греческого мецената Симона Синаса. Оттуда Дросис направился в Лондон, Париж и наконец в Рим, где создал свою школу.
Самым известным его произведением стала Пенелопа, которая получила золотую медаль на международной выставке в Париже в 1867 году. Другими его известными произведениями стали Ахиллес, скульптурные группы фронтона Афинской академии (которая была построена на деньги его покровителя Синаса) Александр, Дионис, Сапфо. За Сапфо Дросис был награждён на выставке в Вене и получил орден австрийского правительства.
Дросис вернулся в Грецию и стал преподавателем ваяния в Политехническом институте.
В 1872 году Дросис создал памятник Варваци, Иван Андреевич — статую самого Варвакиса и 4 аллегории: Освободившаяся Греция, История, Мысль, Флот. Дросису также принадлежат скульптуры Аполлон и Афина, установленные на колоннах перед Афинской академией, а также Сократ и Платон, украшающие Пропилеи Академии.
Умер Дросис в Неаполе 6 декабря 1882 года.